# وصاية بالتناوب
الوصاية بالتناوب، والتي تعرف كذلك باسم الوصاية المتسلسلة أو الوصاية المشتركة عبارة عن ترتيب يعيش فيه الأطفال لفترات زمنية طويلة مع أحد الوالدين، ثم يقضي الأطفال نفس الفترة الزمنية مع الآخر. والفارق الرئيسي بين الوصاية بالتناوب والوصاية المشتركة هو أنه في الوصاية بالتناوب، يمتلك الوالد الذي يوجد لديه الطفل حاليًا كذلك السلطة المفردة على الطفل / الأطفال خلال الفترة التي يقضيها (يقضونها) مع هذا الوالد. والسبب العام الذي يؤدي إلى استخدام هذا الترتيب بدلاً من أي ترتيب أكثر انتشارًا هو أن الوالدين يعيشان بعيدًا للغاية عن بعضهما البعض، بما لا يسهل إجراء أي ترتيبات أخرى.

## أشكال الوصاية الأخرى
- الوصاية المفردة عبارة عن ترتيب يحصل فيه والد واحد فقط على الوصاية المادية والقانونية على الطفل.
- الوصاية المشتركة عبارة عن ترتيب يحصل فيه كلا الوالدين على الوصاية القانونية و / أو يحصل كلا الوالدين على الوصاية المادية.
- الوصاية المقسمة عبارة عن ترتيب يحصل فيه أحد الوالدين على الوصاية طوال الوقت على بعض الأطفال، في حين أن الوالد الآخر يحصل على الوصاية الكاملة على الأطفال الآخرين.
- وصاية الطرف الثالث عبارة عن ترتيب لا يبقى فيه الطفل مع أي من والديه الطبيعيين، ويتم وضعه تحت وصاية شخص ثالث.
- وصاية عش الطيور عبارة عن ترتيب يتنقل فيه الوالدان من وإلى مسكن يتواجد فيه الطفل / الأطفال، مما يلقي بأعباء الحركة والتنقل على أولياء الأمور وليس على الطفل / الأطفال.